# Nemesia eleanora
Espèce
Synonymes
- Nemesia eleanora provincialis Simon, 1914

Nemesia eleanora est une espèce d'araignées mygalomorphes de la famille des Nemesiidae.

## Distribution
Cette espèce est endémique de France. Elle se rencontre en Provence.

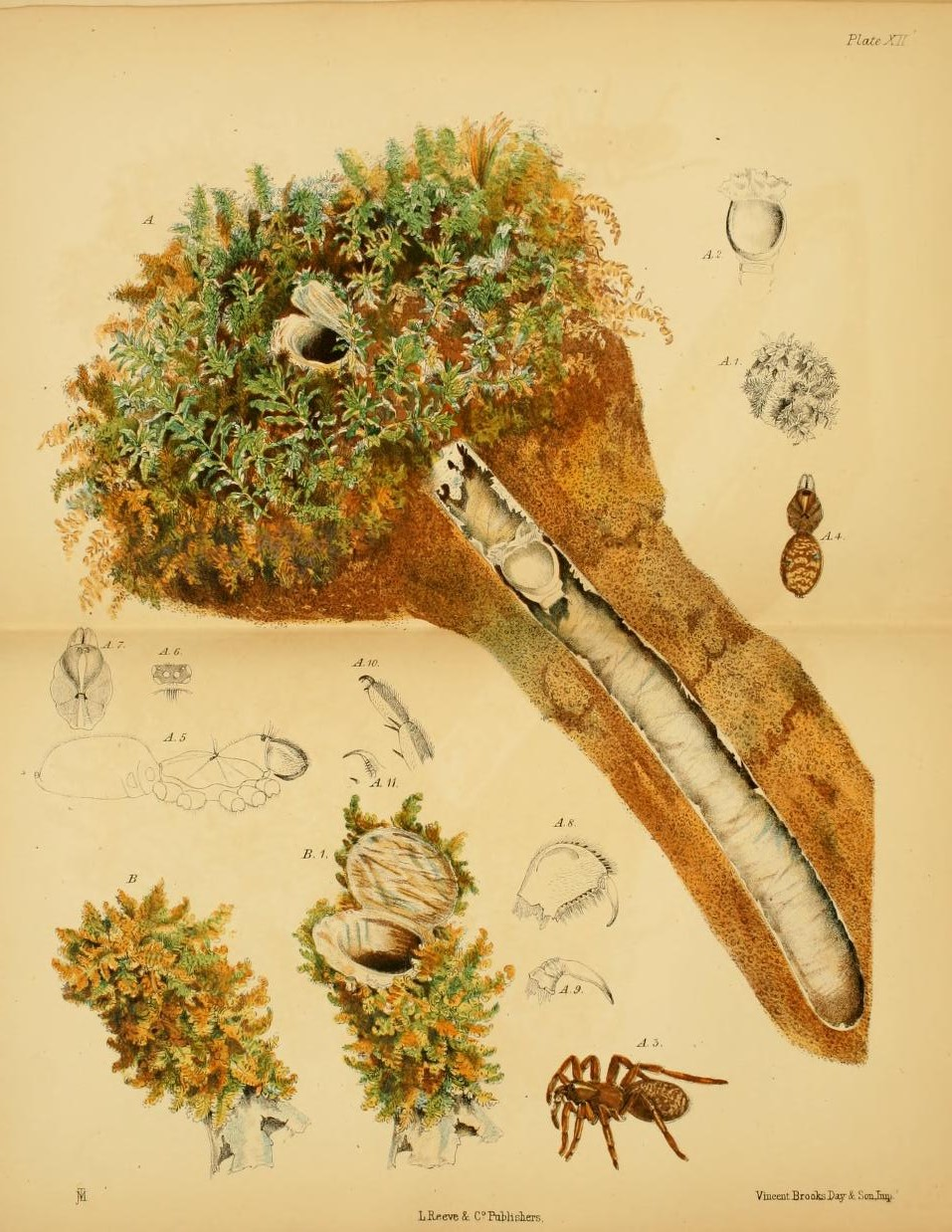
terrier de Nemesia eleanora

## Publication originale
- Moggridge, 1873 : Harvesting ants and trap-door spiders. L. Reeve & Co., London, p. 1-156 (texte intégral).